# Planaphrodes bifasciata
Planaphrodes bifasciata är en insektsart som beskrevs av Carl von Linné 1758. Planaphrodes bifasciata ingår i släktet Planaphrodes och familjen dvärgstritar. Inga underarter finns listade i Catalogue of Life.